# Грбович, Павле
Павле Грбович (серб. кир. Павле Грбовић; 19 ноября 1993, Белград, СРЮ) — сербский политический деятель, который в настоящее время является членом Городского собрания Белграда, а также президентом Движения свободных граждан, социально-либерального и социал-демократического политического движения с 27 сентября 2020 года.

## Биография

### Ранняя жизнь и образование
Он родился в 1993 году в Белграде, который в то время был частью Союзной Республики Югославии. Окончил среднюю и среднюю школу в Белграде.
В 2012 году он поступил на Юридический факультет Белградского университета. Он закончил учебу в 2016 году как один из лучших учеников своего поколения. После этого он получил степень магистра на том же факультете. Он получил множество наград за безупречный успех за все годы обучения и награды в нескольких конкурсах по написанию тематических работ по юридической профессии.

### Политическая карьера
Он принял решение присоединиться к Движению свободных граждан в августе 2017 года после президентских выборов 2017 года и формирования движения. В рамках движения он выполнял функции координатора медиа-команды, секретаря, члена Исполнительного совета и секретаря президентства. В настоящее время он является членом президентства движения.
Он был в избирательном списке Движения свободных граждан, Народной партии и Драгана Джиласа на выборах в городское собрание Белграда в 2018 году. Коалиция заняла второе место, и Грбович был избран депутатом городского собрания. Он сказал, что не рассчитывает получить привилегии из-за своей молодости, но также не боится выступать против мнений и споров с пожилыми людьми из-за своего возраста.
Он сказал, что самая большая проблема Сербии сегодня — это отсутствие сочувствия, солидарности и готовности противостоять реальным проблемам, социальный упадок и склонность к популизму, национализму и шовинизму .
После плохого результата на сербских парламентских выборах 2020 года, на которых Движение свободных граждан набрало лишь 1,58 % голосов избирателей, внутри движения были объявлены новые президентские выборы, и Грбович был единственным кандидатом на пост президента движения, а 27 сентября 2020 году он стал новым президентом.